# Lijst van Nederlandse films (1960-1969)
Dit is een lijst van Nederlandse films in de periode van 1960 t/m 1969, in chronologische volgorde.
| Titel                                                                      | Jaar | Regisseur              | Acteurs                                   | Genre           | Bijzonderheden                                                                                |
| -------------------------------------------------------------------------- | ---- | ---------------------- | ----------------------------------------- | --------------- | --------------------------------------------------------------------------------------------- |
| Faja Lobbi                                                                 | 1960 | Herman van der Horst   |                                           | Documentaire    | voorlichtingsfilm over Suriname (1957-59)                                                     |
| Avonturen van een zigeunerjongen                                           | 1960 | Henk van der Linden    | Louk Perry Cor van der Linden             | Jeugdfilm       |                                                                                               |
| Stranding                                                                  | 1960 | Louis van Gasteren     | Josephine van Gasteren Lex Goudsmit       | Drama Misdaad   | Film werd gemaakt na het stranden van een schip bij Terschelling.                             |
| Makkers, staakt uw wild geraas                                             | 1960 | Fons Rademakers        | Ellen Vogel Guus Oster                    | Drama           | over gezinsproblematiek rond Sinterklaas                                                      |
| De zaak M.P.                                                               | 1960 | Bert Haanstra          | Albert Mol Ko van Dijk                    | Komedie         |                                                                                               |
| De laatste passagier                                                       | 1961 | Jef van der Heyden     | Rob de Vries Edwin de Vries               | Jeugdfilm       |                                                                                               |
| Pygmalion                                                                  | 1961 |                        |                                           | Drama           | naar het boek van George Shaw, tegenwoordig beter bekend als My Fair Lady                     |
| Het mes                                                                    | 1961 | Fons Rademakers        | Ellen Vogel Guus Hermus                   | Jeugddrama      | naar het boek van Joop van den Broek / Naar een verhaal van Hugo Claus                        |
| Het verraad van de zwarte roofridder                                       | 1961 | Henk van der Linden    | Louk Perry Cor van der Linden             | Jeugdfilm       |                                                                                               |
| Rififi in Amsterdam                                                        | 1962 | Giovanni Korporaal     | Maxim Hamel Johan Kaart                   | Komedie Misdaad |                                                                                               |
| Kermis in de regen                                                         | 1962 | Kees Brusse            | Kees Brusse Mieke Verstraete              | Misdaad Drama   |                                                                                               |
| De overval                                                                 | 1962 | Paul Rotha             | Kees Brusse Rob de Vries                  | Oorlog Misdaad  | kosten 450.000 gulden naar een scenario van Lou de Jong                                       |
| Pan                                                                        | 1962 |                        |                                           | Documentaire    |                                                                                               |
| Het Wonder van Licht                                                       | 1962 |                        |                                           | Documentaire    |                                                                                               |
| Alleman                                                                    | 1963 | Bert Haanstra          |                                           | Documentaire    |                                                                                               |
| Fietsen naar de maan                                                       | 1963 | Jef van der Heyden     | Ton Lensink Bernard Droog                 | Komedie         | over drie concurrerende broers                                                                |
| Als twee druppels water                                                    | 1963 | Fons Rademakers        | Lex Schoorel Mia Goossen                  | Oorlog Drama    | Verfilming van het boek De donkere kamer van Damokles van W.F. Hermans; Gouden Palm-nominatie |
| De vergeten medeminnaar                                                    | 1963 | Giovanni Korporaal     | Henk Ulsen Hetty Verhoogt                 | Drama           |                                                                                               |
| De avonturen van Pietje Bell                                               | 1964 | Henk van der Linden    | Jeu Consten Cor van der Linden            | Jeugdfilm       |                                                                                               |
| Plantage Tamarinde                                                         | 1964 | Michael Forlong        | Albert van Dalsum Jack Monkau             | Drama           | De film is opgenomen op Curaçao                                                               |
| Mensen van Morgen                                                          | 1964 | Kees Brusse            |                                           | Docufilm        |                                                                                               |
| Blind kind                                                                 | 1964 | Johan van der Keuken   |                                           | Documentaire    |                                                                                               |
| Op de bodem van de hemel                                                   | 1965 | Jan Vrijman            |                                           | Documentaire    |                                                                                               |
| Vrijbuiters van het Woud                                                   | 1965 | Henk van der Linden    | Cor van der Linden                        | Jeugdfilm       |                                                                                               |
| Jongens, jongens, wat een meid                                             | 1965 | Pim de la Parra        | Shireen Strooker                          | Drama Komedie   |                                                                                               |
| 10.32                                                                      | 1966 | Arthur Dreifuss        | Linda Christian Bob de Lange              | Drama Misdaad   | naar een verhaal van Leo Derksen                                                              |
| Sjors en Sjimmie en de Gorilla                                             | 1966 | Henk van der Linden    | Jeu Consten Jos van der Linden            | Jeugdfilm       |                                                                                               |
| De dans van de reiger                                                      | 1966 | Fons Rademakers        | Gunnel Lindblom Jean Dessaily             | Drama           | Opgenomen in voormalig Joegoslavië Naar een verhaal van Hugo Claus                            |
| De minder gelukkige terugkeer van Joszef Katus naar het land van Rembrandt | 1966 | Wim Verstappen         | Rudolf Lucieer                            | Drama           |                                                                                               |
| De stem van het water                                                      |      | Bert Haanstra          | --                                        | Documentaire    | De stem van het water op filmfestival.nl                                                      |
| Het gangstermeisje                                                         | 1966 | Frans Weisz            | Paolo Grazioso Kitty Courbois             | Drama           | Naar het boek van Remco Campert                                                               |
| Een ochtend van zes weken                                                  | 1966 | Nikolai van der Heyden | Hans Culeman Anne Colette                 | Drama           |                                                                                               |
| Het afscheid                                                               | 1966 | Roland Verhavert       | Petra Laseur Julien Schoenaerts           | Drama           | Nederlands-Belgische coproductie. Naar het boek van Ivo Michiels                              |
| Liefdesbekentenissen                                                       | 1967 | Wim Verstappen         | Ramses Shaffy Kitty Courbois              | Drama Romantiek | kosten 60.000 gulden                                                                          |
| Ik kom wat later naar Madra                                                | 1967 | Adriaan Ditvoorst      | Hans Oosterhuis                           | Drama           |                                                                                               |
| De Verloedering van de Swieps                                              | 1967 | Erik Terpstra          | Wies Andersen Ramses Shaffy               | Komedie         |                                                                                               |
| Een Vreemde Vogel                                                          | 1967 | Lennaert Nijgh         | Thijs Volkert Ramses Shaffy               | Drama           |                                                                                               |
| Ongewijde aarde                                                            | 1967 | Jef van der Heyden     | Ton Lensink Shireen Strooker              | Drama           |                                                                                               |
| Sky over Holland                                                           | 1967 | John Fernhout          |                                           | Documentaire    |                                                                                               |
| De vijanden                                                                | 1968 | Hugo Claus             | Del Negro Fons Rademakers                 | Oorlog Drama    | Belgische coproductie                                                                         |
| Professor Columbus                                                         | 1968 | Rainer Erler           | Rudolf Platte Jeroen Krabbé               | Komedie         |                                                                                               |
| Het compromis                                                              | 1968 | Philo Bregstein        | Gerben Hellinga Marline Fritzius          | Drama           |                                                                                               |
| Rondom het Oudekerksplein                                                  | 1968 | Roeland Kerbosch       |                                           | Documentaire    |                                                                                               |
| Paranoia                                                                   | 1968 | Adriaan Ditvoorst      | Kees van Ecyk                             | Drama           | naar een verhaal van W.F. Hermans                                                             |
| Bezeten - Het gat in de muur                                               | 1969 | Pim de La Parra        | Dieter Geissler Tom van Beek Donald Jones | Drama           |                                                                                               |
| De blanke slavin                                                           | 1969 | René Daalder           | Gunther Ungeheuer Andrea Domburg          | Drama           | kosten 1,1 miljoen gulden                                                                     |
| Antenna                                                                    | 1969 | Adriaan Ditvoorst      |                                           | Komedie Drama   |                                                                                               |
| Drop-out                                                                   | 1969 | Wim Verstappen         | Eric Schneider Etha Coster                | Drama Jeugd     |                                                                                               |
| Twee jongens en een oude auto                                              | 1969 | Henk van der Linden    | Jeu Consten Cor van der Linden            | Jeugdfilm       |                                                                                               |
| Toccata                                                                    | 1969 |                        |                                           |                 |                                                                                               |